# 明月几时有
《明月几时有》（英語：Our Time Will Come）是博纳影业出品、许鞍华执导的一部香港歷史剧情片，周迅、彭于晏、霍建华、叶德娴、郭涛、蒋雯丽主演，2017年7月1日在中國大陸、2017年7月5日在香港、2017年7月7日在臺灣上映。获得第37屆香港電影金像獎最佳电影、最佳导演等五个奖。

## 剧情
以“东江纵队生死大营救”事件为叙事线索，讲述以香港传奇女性“方姑”为代表的仁人志士，在1940年乱世中的香港展开生死救援的故事。影片由一系列黑白片段串联而成。以一位年迈的抗战老兵郑家彬（梁家辉饰）的回忆贯穿全片。
日军佔领香港后，为了让身在英屬香港的茅盾（郭濤 飾）、邹韬奋（黄志忠 饰）、夏衍等多位中国文化名人乘船逃回中国内地，以刘黑仔（彭于晏 飾）为主要代表的抗日短枪队成员积极担负起这些名人的安全转移任务。茅盾夫妇由于租住在教师方兰（周迅饰）家里，方兰也为逃离行动出了一份力。任务结束后，刘黑仔邀请方兰加入到抗日的队伍，在港区中队里担任情报员，她因此与阿四成为患难的战友，方兰母亲（葉德嫻 飾）则十分担心女儿的安危。而方兰的情人李锦荣（霍建華 飾）则是一个在日军领导的宪兵队工作的特工，他和其他同事秘密为抗日队员提供日军的情报信息，同时尽量避免身份暴露。

## 演員
| 演员     | 角色       | 簡介                                     |
| 周 迅    | 方蘭／方姑 | 小学教师，後成抗日游击队市區中隊隊長     |
| 彭于晏   | 劉黑仔     | 抗日游击队港九大隊短槍隊隊長，传奇神枪手 |
| 霍建华   | 李錦榮     | 在宪兵队工作的特工，方姑的情人           |
| 葉德嫻   | 方蘭的母親 | 茅盾夫妇的房东                           |
| 郭 濤    | 茅 盾      |                                          |
| 蒋雯丽   | 茅盾夫人   |                                          |
| 王菀之   | 阿 四      | 在港区中队工作的通信员                   |
| 春 夏    | 张咏贤     | 香港名媛                                 |
| 馮淬帆   |            | 村长                                     |
| 呂良偉   | 曾 生      | 游擊隊成員                               |
| 吳岱融   | 蕭隊長     |                                          |
| 盧巧音   |            | 在宪兵队工作的特工                       |
| 苑瓊丹   |            | 大妗姐                                   |
| 蔡瀚億   |            | 游擊隊成員                               |
| 梁家輝   | 老年鄭家彬 | 故事的口述者                             |
| 黄志忠   | 鄒韜奮     |                                          |
| 鲍起静   |            | 方姑的表姨                               |
| 梁文道   | 梁漱溟     | 戰爭中流亡的學者、政治家                 |
| 永瀨正敏 | 山口大佐   | 日本军官，宪兵队头目                     |
| 森田凉花 | 松 子      |                                          |
| 唐 寧    |            | 方蘭表姐                                 |
| 黃修平   | 夏 衍      |                                          |
| 熊欣欣   |            | 漢奸                                     |
| 李璨琛   |            | 宪兵队队员                               |
| 何華超   |            | 宪兵队队员                               |
| 張兆輝   | 仇隊長     | 宪兵队领导                               |
| 潘芳芳   | 伍 姐      |                                          |
| 蔣祖曼   |            | 游擊隊成員                               |
| 歐錦棠   |            | 游擊隊成員                               |
| 和泉素行 |            | 和田少佐                                 |

## 制作
影片取材自真实的香港历史事件、人物，何冀平负责编剧。2016年2月下旬在广东开机取景拍摄，同年5月18日杀青。这是周迅与许鞍华首次合作，周迅对许导演仰慕已久，对于此次合作非常开心。
摄影指导余力为，武术指导董玮，监制李恩霖，日本音乐家久石让配乐。負責剪接的是法國著名華人剪接師雪蓮（Mary Stephen），接受訪問時提到把她拉回香港的，正是許鞍華邀請她為《明月幾時有》作剪接師。
拍攝場地有(部分)：前大澳石仔埗舊碼頭、早禾坑碼頭及香港醫學博物館。

## 发行
2017年2月10日，片方发布了首款预告及概念海报，并宣布影片将于7月1日上映，以作为对香港回归中国二十周年的献礼。本片於2017年第20届上海电影节入围角逐主竞赛单元“金爵奖”。
2017年5月31日，主创出席在北京举办的“拨云见月”发布会。

## 反响
中国大陆首日票房接近2000万元，创造了许鞍华作品首日票房记录（《桃姐》首日票房1200万元）。中国大陆累计获得6300万人民币的票房。
烂番茄上9篇专业影评新鲜度为89%，Metacritic上获得82分的高分，其中《纽约时报》给90分，《好莱坞报道者》给80分。

## 分級
| 國家/地區 | 分級  |
| 臺灣      | 輔12+ |
| 香港      |       |
| 新加坡    | PG13  |

## 奬項及提名
| 年度   | 颁奖典礼                       | 奖项               | 姓名                         | 结果 |
| ------ | ------------------------------ | ------------------ | ---------------------------- | ---- |
| 2017年 | 第20屆上海國際電影節           | 金爵獎             | 《明月幾時有》               | 提名 |
| 2017年 | 第54屆金馬獎                   | 最佳導演           | 許鞍華                       | 提名 |
| 2017年 | 第54屆金馬獎                   | 最佳男配角         | 梁家輝                       | 提名 |
| 2017年 | 第54屆金馬獎                   | 最佳女配角         | 葉德嫻                       | 提名 |
| 2017年 | 第54屆金馬獎                   | 最佳原創電影音樂獎 | 久石讓                       | 提名 |
| 2017年 | 第54屆金馬獎                   | 最佳剪輯           | 雪蓮（Mary Stephen）、鄺志良 | 提名 |
| 2018年 | 第7屆澳洲影視藝術學院頒獎禮    | 最佳亞洲電影       | 《明月幾時有》               | 提名 |
| 2018年 | 第十二屆亞洲電影大獎           | 最佳導演           | 許鞍華                       | 提名 |
| 2018年 | 第十二屆亞洲電影大獎           | 最佳男配角         | 彭于晏                       | 提名 |
| 2018年 | 第十二屆亞洲電影大獎           | 最佳剪輯           | 雪蓮（Mary Stephen）、鄺志良 | 提名 |
| 2018年 | 第十二屆亞洲電影大獎           | 最佳原創電影音樂獎 | 久石讓                       | 獲獎 |
| 2018年 | 第24屆香港電影評論學會大獎     | 最佳電影           | 《明月幾時有》               | 獲獎 |
| 2018年 | 第24屆香港電影評論學會大獎     | 最佳導演           | 許鞍華                       | 提名 |
| 2018年 | 第24屆香港電影評論學會大獎     | 最佳編劇           | 何冀平                       | 提名 |
| 2018年 | 第24屆香港電影評論學會大獎     | 最佳男演員         | 永瀨正敏                     | 提名 |
| 2018年 | 微博之星2017                   | 微博給力女主角     | 周迅                         | 提名 |
| 2018年 | 第十二屆香港電影導演會年度大獎 | 最佳電影           | 《明月幾時有》               | 獲獎 |
| 2018年 | 第23屆華鼎獎                   | 最佳男主角         | 彭于晏                       | 提名 |
| 2018年 | 第23屆華鼎獎                   | 最佳女主角         | 周迅                         | 提名 |
| 2018年 | 第一屆MOVIE6全民票選電影大獎   | 最佳電影           | 《明月幾時有》               | 提名 |
| 2018年 | 第一屆MOVIE6全民票選電影大獎   | 最佳導演           | 許鞍華                       | 提名 |
| 2018年 | 第一屆MOVIE6全民票選電影大獎   | 最佳女主角         | 周迅                         | 提名 |
| 2018年 | 第一屆MOVIE6全民票選電影大獎   | 最佳女配角         | 葉德嫻                       | 獲獎 |
| 2018年 | 第37屆香港電影金像獎           | 最佳電影           | 《明月幾時有》               | 獲獎 |
| 2018年 | 第37屆香港電影金像獎           | 最佳導演           | 許鞍華                       | 獲獎 |
| 2018年 | 第37屆香港電影金像獎           | 最佳編劇           | 何冀平                       | 提名 |
| 2018年 | 第37屆香港電影金像獎           | 最佳女主角         | 周迅                         | 提名 |
| 2018年 | 第37屆香港電影金像獎           | 最佳女配角         | 葉德嫻                       | 獲獎 |
| 2018年 | 第37屆香港電影金像獎           | 最佳攝影           | 余力為                       | 提名 |
| 2018年 | 第37屆香港電影金像獎           | 最佳剪輯           | 雪蓮（Mary Stephen）、鄺志良 | 提名 |
| 2018年 | 第37屆香港電影金像獎           | 最佳美術指導       | 文念中、利國林               | 獲獎 |
| 2018年 | 第37屆香港電影金像獎           | 最佳服裝造型設計   | 文念中、陳寶欣               | 提名 |
| 2018年 | 第37屆香港電影金像獎           | 最佳原創電影音樂   | 久石讓                       | 獲獎 |
| 2018年 | 第37屆香港電影金像獎           | 最佳音響效果       | 杜篤之、吳書瑤               | 提名 |
| 2018年 | 华语电影传媒大奖               | 最佳電影           | 《明月幾時有》               | 獲獎 |